# Stazione di Pescina
La stazione di Pescina è una stazione ferroviaria posta nel comune di Pescina. La stazione è ubicata sulla linea ferroviaria Roma-Pescara.

## Storia
La stazione ferroviaria di Pescina è stata inaugurata nel 1888, in occasione dell'apertura della linea stessa. Purtroppo la distanza dall'abitato di Pescina, la concorrenza delle autolinee TUA e l'apertura dell'autostrada A25 hanno notevolmente eroso l'utenza.

## Attentato
Nella notte tra l'8 e il 9 agosto 1969 ci fu un attentato terroristico di matrice neofascista presso lo scalo ferroviario, come in altri diversi snodi in Italia, che presero il nome di attentati ai treni dell'estate 1969.

## Strutture e impianti
La stazione di Pescina è dotata di un binario (quello che era il secondo anteriormente alla rimozione del primo) adibito al servizio viaggiatori. Nella stazione ferroviaria era presente uno scalo merci ormai abbandonato al degrado da circa 20 anni. L'impianto è gestito da Rete Ferroviaria Italiana (RFI).

## Movimento
In stazione fermano per il servizio viaggiatori 8 treni regionali nei giorni feriali e 2 nei festivi, tutti gestiti da Trenitalia per conto della regione Abruzzo e con destinazione Avezzano, Sulmona, Pescara e Roma Tiburtina.

## Servizi
- Sala d'attesa